# 温景葵
温景葵（？年—？年），字汝陽，號三山，山西大同人。明朝官员。

## 生平
嘉靖七年（1528年）戊子科山西鄉試舉人，二十五年（1546年）授长山县知县，擢福建道监察御史，三十年（1551年）巡按直隶，三十三年五月与兵部主事张四知往山东募兵御倭，三十四年巡视京营，出为苏州府知府，三十五年十一月以海寇徐海平定，賞賜银币。擢霸州兵备副使，三十八年六月驻燕河营，提调燕河、石门二区。三十九年二月被总督杨博调到永平，加升参政，四十二年升右佥都御史、巡抚顺天，因久病未愈，四十四年十二月令回籍闲住。
墓在府城东二十里牛家庄。

## 家族
娶贾氏（1511年-1566年），封恭人，嘉靖三年（1524年）嫁给温景葵。生二子：温习易、温习傳。